# Benjamin Strong Jr.
Benjamin Strong Jr. (ur. 1872, zm. październik 1928) – amerykański ekonomista, prezes Banku Rezerw Federalnych w Nowym Jorku w latach 1914–1928
Rozpoczął swoją karierę w branży finansowej i bankowej w 1891. Na początku XX wieku, w wyniku paniki na amerykańskim rynku finansowym, wpływowe koła finansistów były zdania, iż kontrolę nad systemem bankowym należy oddać w ręce rządu. Jak na czasy leseferyzmu była to idea odważna.
Benjamin Strong Jr, będąc aktywnym uczestnikiem konferencji ustanawiającej centralną instytucję bankową, został wyznaczony w 1914 na pierwszego prezesa Banku Rezerw Federalnych w Nowym Jorku.
Przez 14 lat odgrywał ogromna rolę w ustanawianiu międzynarodowego porządku finansowego. Wraz z prezesem Bank of England, Montague Normanem tworzył tandem, który dosłownie trząsł światową gospodarką. Jego nadzwyczaj hojna i rozrzutna polityka kredytowa dla krajów na całym świecie spowodowała jeszcze większe związanie ich z amerykańską gospodarką. Dlatego wiele głosów krytyki zarzuca mu przyczynienie się do rozszerzenia się wielkiego kryzysu na prawie cały świat. Po latach zdobył jednak uznanie przedstawicieli szkoły monetarystów.
Zmarł w październiku 1928, pełniąc nadal obowiązki prezesa Banku Rezerw Federalnych w Nowym Jorku.